# Kablox-Niesłyna Histaria
Kablox – Niesłyna Histaria – debiutancki album studyjny polskiego zespołu Kury, wydany nakładem oficyny Music Corner Records w 1995 roku.

## Spis utworów
źródło:.
1. „America” – 4:46
2. „Smażalnia w Jelitkowie” – 2:02
3. „Germans In Heaven” – 2:09
4. „Ja muszę do lasu” – 6:04
5. „Always Endeavor” – 7:32
6. „Kablox (niesłyna histaria)” – 6:36
7. „That Music” – 4:56
8. „Deluge” – 9:20
9. „Baby Kangaroos” – 2:52
10. „Przejazd wózkiem” – 0:27
11. „Przeklęte majteczki” – 4:20
12. „Attraction” – 9:42

## Twórcy
Opracowano na podstawie materiału źródłowego.
- Jacek Olter – perkusja
- Anna Lasocka – wokal wspierający
- Piotr Pawlak – gitara, gitara basowa
- Tymon Tymański – wokal, gitara basowa, gitara
- Jerzy Mazzoll – klarnet, klarnet basowy